# Ėglio ir Ėglioko ežerai
Ėglio ir Ėglioko ežerai este o arie protejată (arie specială de conservare — SAC, sit de importanță comunitară — SCI) din Lituania întinsă pe o suprafață de 14,9 ha, integral pe uscat.

## Localizare
Centrul sitului Ėglio ir Ėglioko ežerai este situat la coordonatele 55°46′07″N 25°52′56″E / 55.7686°N 25.8822°E.

## Înființare
Situl Ėglio ir Ėglioko ežerai a fost declarat sit de importanță comunitară în februarie 2004 pentru a proteja 1 specie de plante. Situl a fost protejat și ca arie specială de conservare în martie 2019.

## Biodiversitate
Situată în ecoregiunea boreală, aria protejată conține 2 habitate naturale: Lacuri eutrofice naturale cu vegetație de tip Magnopotamion sau Hydrocharition, Mlaștini turboase de tranziție și turbării mișcătoare.
La baza desemnării sitului se află o specie protejată de  plante: moșișoare (Liparis loeselii).
Pe lângă speciile protejate, pe teritoriul sitului au mai fost identificate 2 specii de plante, 1 specie de păsări.